# Obereopsis auriceps
Obereopsis auriceps är en skalbaggsart som beskrevs av Pierre Lepesme och Stefan von Breuning 1953. Obereopsis auriceps ingår i släktet Obereopsis och familjen långhorningar. Inga underarter finns listade i Catalogue of Life.